# Campeonato Brasiliense 2023
El Campeonato Brasiliense de Fútbol 2023 fue la 65.ª edición de la primera división de fútbol del Distrito Federal de Brasil. El torneo fue organizado por la Federação de Futebol do Distrito Federal (FFDF) y otorgó cupos a los campeonatos nacionales y regionales del país. Concedió dos cupos a la Copa de Brasil 2024, dos al Campeonato Brasileño de Serie D para equipos que no pertenezcan a ninguna de las demás categorías y dos a la Copa Verde 2024. El torneo comenzó el 28 de enero y finalizó el 15 de abril.
Real Brasília se consagró campeón por primera vez del Campeonato Brasiliense tras vencer en tanda de penales en la final a Brasiliense.

## Sistema de juego
El sistema de juego consiste en dos fases. En la primera de ellas, los diez equipos participantes del campeonato se enfrentan entre sí en partidos de una sola vuelta completando un total de 9 jornadas. De estos, los cuatro equipos con el mayor puntaje clasificarán a la fase final del campeonato mientras que los dos equipos con la menor puntuación descenderán a la Segunda División del Campeonato Brasiliense.
Seguidamente, los cuatro equipos clasificados serán ubicados en juegos directos jugando partidos de ida y vuelta clasificando los dos mejores equipos de cada llave. Estos dos equipos disputarán la final del campeonato.

### Criterios de desempate
En caso de empate en la primera fase del torneo, se sigue el siguiente orden:
1. Mayor número de partidos ganados.
2. Mejor diferencia de gol.
3. Mayor número de goles a favor.
4. Confrontación directa entre los equipos.
5. Menor número de tarjetas rojas.
6. Menor número de tarjetas amarillas.
7. Sorteo.

En caso de empate en la semifinal, el primer criterio de desempate será la ubicación de los equipos en la primera fase del campeonato. Para la fase final, se sigue el siguiente orden:
1. Mayor número de partidos ganados.
2. Mejor diferencia de gol.
3. Ubicación en la primera fase del torneo (únicamente para las semifinales).
4. Cobros desde el punto penal.

## Equipos participantes

### Ascensos y descensos
| Pos. | Descendidos en la temporada 2022 |
| ---- | -------------------------------- |
| 9.º  | Unaí                             |
| 10.º | Luziânia                         |

| Pos. | Ascendidos de la Segunda División de 2022 |
| ---- | ----------------------------------------- |
| 1.º  | Samambaia                                 |
| 2.º  | Real Brasília                             |

### Información de los equipos
| Equipo        | Ciudad      | Estadio (Capacidad)     | Posición 2022      | Títulos (último) |
| ------------- | ----------- | ----------------------- | ------------------ | ---------------- |
| Brasília      | Brasilia    | Mané Garrincha (72 788) | 7.º                | 8 (1987)         |
| Brasiliense   | Taguatinga  | Serejão (27 000)        | Campeón            | 11 (2022)        |
| Capital       | Paranoá     | JK Paranoá (6000)       | 3.º                | 0                |
| Ceilândia     | Ceilândia   | Abadião (4800)          | 2.º                | 2 (2012)         |
| Gama          | Gama        | Bezerrão (20 000)       | 4.º                | 13 (2020)        |
| Paranoá       | Paranoá     | JK Paranoá (6000)       | 6.º                | 0                |
| Real Brasília | Brasilia    | Defelê (1500)           | 2.º (2.ª división) | 0                |
| Samambaia     | Samambaia   | Rorizão (6000)          | 1.º (2.ª división) | 0                |
| Santa Maria   | Santa Maria | Serra do Lago (21 564)  | 5.º                | 0                |
| Taguatinga    | Taguatinga  | Serejão (27 000)        | 8.º                | 5 (1993)         |

| Crecimiento | Equipos provenientes del Campeonato Brasiliense de Segunda División 2022. |

## Primera fase

### Tabla de posiciones
| Pos. | Equipo        | Pts. | PJ | G | E | P | GF | GC | Dif. | Clasificación          |
| ---- | ------------- | ---- | -- | - | - | - | -- | -- | ---- | ---------------------- |
| 1    | Real Brasília | 18   | 9  | 5 | 3 | 1 | 13 | 6  | +7   | Segunda fase.          |
| 2    | Brasiliense   | 15   | 9  | 4 | 3 | 2 | 18 | 9  | +9   | Segunda fase.          |
| 3    | Capital       | 15   | 9  | 4 | 3 | 2 | 11 | 8  | +3   | Segunda fase.          |
| 4    | Paranoá       | 15   | 9  | 4 | 3 | 2 | 14 | 15 | −1   | Segunda fase.          |
| 5    | Gama          | 14   | 9  | 4 | 2 | 3 | 8  | 6  | +2   |                        |
| 6    | Ceilândia     | 14   | 9  | 4 | 2 | 3 | 12 | 11 | +1   |                        |
| 7    | Samambaia     | 13   | 9  | 4 | 1 | 4 | 16 | 16 | 0    |                        |
| 8    | Santa Maria   | 7    | 9  | 2 | 1 | 6 | 9  | 14 | −5   |                        |
| 9    | Taguatinga    | 7    | 9  | 2 | 1 | 6 | 12 | 19 | −7   | Descenso de categoría. |
| 10   | Brasília      | 7    | 9  | 2 | 1 | 6 | 9  | 18 | −9   | Descenso de categoría. |

 Fuente: FFDF
Criterios de clasificación: 1) Puntos; 2) Partidos ganados; 3) Diferencia de gol; 4) Goles anotados; 5) Enfrentamiento directo entre los equipos en cuestión; 6) Menor cantidad de tarjetas rojas; 7) Menor cantidad de tarjetas amarillas; 8) Sorteo.

### Resultados
| Local \ Visitante | BRA | BSE | CAP | CEI | GAM | PAR | REA | SAM | STM | TAG |
| ----------------- | --- | --- | --- | --- | --- | --- | --- | --- | --- | --- |
| Brasília          | —   | —   | —   | —   | 0–2 | —   | 2–1 | —   | 0–1 | 1–0 |
| Brasiliense       | 3–1 | —   | —   | —   | 1–2 | 1–2 | —   | 2–2 | —   | 5–0 |
| Capital           | 3–1 | 0–0 | —   | —   | 0–0 | 1–1 | —   | 1–2 | —   | —   |
| Ceilândia         | 3–3 | 0–3 | 0–1 | —   | —   | 3–0 | —   | —   | —   | 3–1 |
| Gama              | —   | —   | —   | 0–2 | —   | —   | 0–1 | 0–1 | 1–0 | 2–0 |
| Paranoá           | 2–1 | —   | —   | —   | 1–1 | —   | 1–3 | —   | —   | 2–2 |
| Real Brasília     | —   | 1–1 | 2–1 | 0–0 | —   | —   | —   | 2–0 | —   | —   |
| Samambaia         | 3–0 | —   | —   | 3–0 | —   | 2–3 | —   | —   | 2–3 | —   |
| Santa Maria       | —   | 1–2 | 2–3 | 0–1 | —   | 1–2 | 0–0 | —   | —   | —   |
| Taguatinga        | —   | —   | 0–1 | —   | —   | —   | 1–3 | 5–1 | 3–1 | —   |

## Fase final

#### Cuadro de desarrollo
|  | Semifinales               | Semifinales               | Semifinales               | Semifinales               | Semifinales               |   |       | Final             | Final           | Final           | Final           | Final           |  |
|  | 25 de marzo al 2 de abril | 25 de marzo al 2 de abril | 25 de marzo al 2 de abril | 25 de marzo al 2 de abril | 25 de marzo al 2 de abril |   |       | 8 y 15 de abril   | 8 y 15 de abril | 8 y 15 de abril | 8 y 15 de abril | 8 y 15 de abril |  |
|  |                           |                           |                           |                           |                           |   |       |                   |                 |                 |                 |                 |  |
|  |                           |                           |                           |                           |                           |   |       |                   |                 |                 |                 |                 |  |
|  | 1                         | Real Brasília             | 1                         | 1                         | 2                         |   |       |                   |                 |                 |                 |                 |  |
|  | 1                         | Real Brasília             | 1                         | 1                         | 2                         |   |       |                   |                 |                 |                 |                 |  |
|  | 4                         | Paranoá                   | 1                         | 1                         | 2                         |   |       |                   |                 |                 |                 |                 |  |
|  | 4                         | Paranoá                   | 1                         | 1                         | 2                         |   | 1     | Real Brasília (p) | 2               | 1               | 3 (2)           |                 |  |
|  |                           |                           |                           |                           |                           |   | 1     | Real Brasília (p) | 2               | 1               | 3 (2)           |                 |  |
|  |                           |                           | 2                         | Brasiliense               | 3                         | 0 | 3 (1) |                   |                 |                 |                 |                 |  |
|  | 2                         | Brasiliense               | 2                         | Brasiliense               | 3                         | 0 | 3 (1) | 2                 | 1               | 3               |                 |                 |  |
|  | 2                         | Brasiliense               |                           |                           |                           |   |       | 2                 | 1               | 3               |                 |                 |  |
|  | 3                         | Capital                   | 0                         | 0                         | 0                         |   |       |                   |                 |                 |                 |                 |  |
|  | 3                         | Capital                   | 0                         | 0                         | 0                         |   |       |                   |                 |                 |                 |                 |  |
|  |                           |                           |                           |                           |                           |   |       |                   |                 |                 |                 |                 |  |

Nota: El equipo que ocupa la primera línea es el que define la serie como local.

| Bandera del Distrito Federal de Brasil |
| Campeón                                |
| Real Brasília 1.° título               |

## Clasificación general
- El campeonato otorga dos cupos para la Copa de Brasil 2024 y, si algún equipo lo tiene garantizado por otra vía, pasará al siguiente en la clasificación general. Además, otorga dos cupos para la Copa Verde 2024 y dos cupos para la Serie D 2024 a los equipos que no se encuentren en ninguna de las demás categorías.

| Pos. | Equipos       | PJ | PG | PE | PP | GF | GC | Dif. | Pts. |
| ---- | ------------- | -- | -- | -- | -- | -- | -- | ---- | ---- |
| 1.   | Real Brasília | 13 | 6  | 5  | 2  | 18 | 11 | +7   | 23   |
| 2.   | Brasiliense   | 13 | 7  | 3  | 3  | 24 | 12 | +12  | 24   |
| 3.   | Paranoá       | 11 | 4  | 5  | 2  | 16 | 17 | −1   | 17   |
| 4.   | Capital       | 11 | 4  | 3  | 4  | 11 | 11 | 0    | 15   |
| 5.   | Gama          | 9  | 4  | 2  | 3  | 8  | 6  | +2   | 14   |
| 6.   | Ceilândia     | 9  | 4  | 2  | 3  | 12 | 11 | +1   | 14   |
| 7.   | Samambaia     | 9  | 4  | 1  | 4  | 16 | 16 | 0    | 13   |
| 8.   | Santa María   | 9  | 2  | 1  | 6  | 9  | 14 | −5   | 7    |
| 9.   | Taguatinga    | 9  | 2  | 1  | 6  | 12 | 19 | −7   | 7    |
| 10.  | Brasília      | 9  | 2  | 1  | 6  | 9  | 18 | −9   | 7    |

|  |                                                                                             |
|  | Campeón, clasificado a la Copa de Brasil 2024, a la Copa Verde 2024 y a la Serie D 2024.    |
|  | Subcampeón, clasificado a la Copa de Brasil 2024, a la Copa Verde 2024 y a la Serie D 2024. |
|  | Descendidos al Campeonato Brasiliense de Segunda División 2024.                             |